# Elvis (film, 2022)
Elvis je životopisné hudební drama o životě rockového zpěváka Elvise Presleyho, vyprávěný z pohledu jeho manažera a blízkého přítele Toma Parkera. Film režíroval Baz Luhrmann, který se podílel na scénáři společně se Samem Bromellem, Craigem Pearcem a Jeremym Donerem. V hlavních rolích se představili Austin Butler jako Presley a Tom Hanks jako Parker, ve vedlejších Olivia DeJonge, Helen Thomson, Richard Roxburgh, Kelvin Harrison Jr, David Wenham, Kodi Smit-McPhee a Luke Bracey. Film je věnován památce zakladatele Ladd Company Alana Ladda Jr., který zemřel v březnu 2022.
Film měl premiéru na filmovém festivalu v Cannes 25. května 2022 a do kin ho uvedla společnost Warner Bros. Pictures v Austrálii 23. června 2022 a ve Spojených státech 24. června. V Česku byl film uveden do kin 23. června 2022.
Film celosvětově vydělal 118 milionu dolarů a od kritiků získal vesměs pozitivní recenze, přičemž hudební scény a Butlerův výkon sklidily všeobecné uznání.

## Obsazení
| Austin Butler       | Elvis Presley           |
| Tom Hanks           | Tom Parker              |
| Olivia DeJonge      | Priscilla Presley       |
| Helen Thomson       | Gladys Presley          |
| Richard Roxburgh    | Vernon Presley          |
| Chaydon Jay         | Elvis Presley jako dítě |
| Kelvin Harrison Jr. | B. B. King              |
| Xavier Samuel       | Scotty Moore            |
| David Wenham        | Hank Snow               |
| Kodi Smit-McPhee    | Jimmie Rodgers Snow     |
| Luke Bracey         | Jerry Schilling         |
| Dacre Montgomery    | Steve Binder            |
| Leon Ford           | Tom Diskin              |
| Alton Mason         | Little Richard          |
| Yola Quartey        | Rosetta Tharpe          |
| Gary Clark Jr.      | Arthur Crudup           |
| Natasha Bassett     | Dixie Locke             |
| Kate Mulvany        | Marion Keisker          |
| Josh McConville     | Sam Phillips            |

## Natáčení
V roce 2014 bylo oznámeno, že Baz Luhrmann bude režírovat životopisný film o Elvisovi Presleym, ačkoli projekt byl oficiálně oznámen až v březnu 2019. Butler byl do hlavní role obsazen v červenci toho roku. Natáčení začalo v Luhrmannově rodné Austrálii v lednu 2020, ale po vypuknutí pandemie covidu-19 bylo od března do září pozastaveno. Natáčení skončilo více než rok po jeho zahájení, v březnu 2021.